# Пиментел
Пиментел (итал. Pimentel) је насеље у Италији у округу Каљари, региону Сардинија.
Према процени из 2011. у насељу је живело 1117 становника. Насеље се налази на надморској висини од 155 м.

## Становништво
Према резултатима пописа становништва 2011. у општини је живело 1.193 становника.
| 1931. | 1936. | 1951. | 1961. | 1971. | 1981. | 1991. | 2001. | 2011. |
| ----- | ----- | ----- | ----- | ----- | ----- | ----- | ----- | ----- |
| 814   | 847   | 1.144 | 1.165 | 1.160 | 1.241 | 1.249 | 1.238 | 1.193 |